# Comando Rodrigo Franco
El Comando Democrático Rodrigo Franco (CRF) habría sido un comando paramilitar y escuadrón de la muerte peruano vinculado a miembros del Partido Aprista,y que surgió y funcionó durante el primer gobierno de Alan García (1985-1990), formando parte como actor armado en el conflicto armado interno peruano o epoca del terrorismo. Sus miembros habrían sido entrenados en Corea del Norte. Se le atribuyen graves crímenes contra los derechos humanos como secuestros, desapariciones forzadas y asesinatos selectivos con el supuesto objetivo de  eliminar y amedrentar sospechosos de terrorismo. Su existencia no ha sido confirmada por sentencias judiciales, pero sí por la investigación de la Comisión de la Verdad y Reconciliación e investigaciones periodísticas.
Se presume que el comando estaba dirigido por el entonces ministro del interior Agustín Mantilla, que negó la existencia del grupo paramilitar, posiblemente constituido por estudiantes de la Universidad Inca Garcilaso de la Vega liderados por el socialista Jesús Miguel Ríos Sáenz. El nombre del comando ha sido muy controvertido, pues Rodrigo Franco fue conocido miembro de Alianza Popular Revolucionaria Americana (APRA), asesinado en 1987, y aunque en un inicio dicho crimen se creyó resultado de pugnas internas en dicho partido, posteriormente el grupo terrorista Sendero Luminoso reconoció su autoría sobre el hecho.

## Historia
Si bien la existencia de grupos paramilitares durante la insurgencia terrorista de Sendero Luminoso se había mantenido como una leyenda urbana, años después se confirmó su existencia. El Comando Rodrigo Franco (CRF) entró en operaciones con el propósito de eliminar y amenazar sospechosos de militar en organizaciones ligadas a grupos subversivos. Fueron cuestionados por sus amenazas, crímenes y ejecuciones extrajudiciales (algunas de estas ejecuciones haciéndolas pasar por asesinatos realizados por la guerrilla). Además las últimas investigaciones realizadas por la Corte Interamericana de Derechos Humanos confirmó que el grupo actuó como un grupo parapolicial, eliminando la teoría de que un grupo de ciudadanos se organizase como un grupo clandestino supuestamente influenciados por ideales patrióticos de salvación de la patria frente a la agresión terrorista o un grupo autónomo de ex-policías y soldados que quisieran vengar a colegas asesinados por Sendero Luminoso.
Para la formación de este grupo paramilitar fueron enviados, en 1984, 200 militares a Corea del Norte para ser entrenados, mismo país que les proveería más de 10.000 rifles de asalto AKM-65 de segunda mano que serían usados en la lucha antisubversiva.

### Acciones
El 28 de julio de 1988, el abogado Manuel Febres Flores, quien en ese momento era parte importante de la defensa del líder senderista Osman Morote y presidente de la Asociación de Abogados Democráticos (AAD), fue secuestrado y asesinado. El abogado salía de su casa en Miraflores, siendo interceptado por cuatro sujetos a bordo de un vehículo, al cual entró por la fuerza. Al día siguiente su cuerpo fue hallado a la entrada del túnel que lleva a la playa La Herradura, siendo reivindicado el acto por el Comando Democrático Rodrigo Franco en un comunicado donde señalaban que eran "un grupo de ciudadanos cansados de la incapacidad del gobierno y de la demagogia de García Pérez".
El 8 de agosto, es destruida la tumba de la senderista Edith Lagos, reivindicándose el hecho el Comando Democrático Rodrigo Franco.
El 9 de agosto Saúl Cantoral, principal dirigente de la Federación Nacional de trabajadores mineros, metalúrgicos y siderúrgicos del Perú, fue secuestrado por sujetos armados que se identificaron como el Comando Rodrigo Franco, fue golpeado y amenazado, además de privársele de su libertad por más de 8 horas a fin de que desistiera de la huelga nacional que los trabajadores mineros mantenían y que él lideraba.
El 13 de agosto del mismo año los cuerpos de dos personas fueron hallados en playas de Cañete. Los cuerpos fueron enterrados como NN para posteriormente ser identificados como Luis Miguel Pasache Vidal y Sócrates Javier Porta Lozano, ambos estudiantes universitarios pertenecientes al MRTA. Por aquellos días el comandante FAP Héctor Jerí había sido secuestrado por el MRTA (en cuyo secuestro participaron Pasache y Porta). El CRF reivindicó el acto indicando que daban un plazo de 48 horas para que liberen a Jerí o ejecutaban a los familiares de los emerretistas identificados.
El 18 de agosto, el CRF distribuye volantes contra Sendero Luminoso en Cangallo, Ayacucho. El 20 de agosto, aparecen banderas en la rectoría de la Universidad Nacional San Cristóbal de Huamanga con las siglas CRF. El 26 de agosto, en Tarapoto, la casa de Lucas Cachay, militante de la Unidad Democrática Popular (UDP) y presidente del FEDIP San Martín, fue atentado con una carga explosiva. La policía encontró una cartulina donde se afirmaba que el atentado era realizado por el CRF. El 17 de septiembre, en Churcampa, Huancavelica, se producen 6 explosiones simultáneas encontrándose volantes del CRF.
Saúl Cantoral fue nuevamente amenazado de muerte el 6 de febrero de 1989 por el CRF. Días después Saúl Cantoral junto a la lideresa Consuelo García fueron secuestrados y asesinados en San Juan de Lurigancho.  Tanto Cantoral como García eran miembros de la Unidad Democrática Popular (UDP).
A pesar de los asesinatos las autoridades negaban la existencia del comando, siendo por mucho tiempo el asesinato de Manuel Febres Flores el único asesinato "oficial" realizado por el grupo.

## Informes de sus delitos
El informe de 2003 de la Comisión de la Verdad y Reconciliación permite suponer que los casos del frustrado atentado contra el Diario de Marka (diario de izquierdas), el asesinato del abogado Manuel Febres Flores (a la razón defensor de Osmán Morote Barrionuevo) y el asesinato del líder sindical Saúl Cantoral Huamaní, entre otros, fueron llevados a cabo por integrantes de este comando paramilitar; quienes, se presume, estuvieron dirigidos por Agustín Mantilla, entonces ministro del Interior. El 5 de septiembre del 2005 la quinta fiscalía de Lima remitió tres investigaciones relacionadas con los homicidios realizados por el Comando. Hasta el momento el único sospechoso que llegó a estar en juicio fue el exministro Agustín Mantilla y los sospechosos son Franco Jesús Ríos (alias ‘Chito Ríos’), Jorge Huamán Alacute, Enrique Melgar Moscoso, Carlos Farfán Yácila, Óscar Urbina Sandoval, Gino Fiori Gonzales, Juan Pampa Quilla y Walter Lauri Morales.

### Juicio
Si bien los delitos del comando estuvieron impunes por mucho tiempo, tomando como ejemplo el 8 de septiembre del 2010 cuando la justicia peruana archivo el caso y temporalmente absolvió a los acusados. No fue hasta la Fiscalía de la Nación acusó al grupo paramilitar Comando Rodrigo Franco y a Agustín Mantilla, ministro del Interior en 1989, como responsables del secuestro y ejecución de Saúl Cantoral y Consuelo García. Por sus muertes la fiscalía pidió 25 años de prisión para el exmandatario, además de ser acusado de delitos de lesa humanidad.
No fue hasta el 19 de mayo del 2013 cuando las autoridades comenzaron el juicio contra Agustín Mantilla y ocho sospechosos más, esto por los cinco homicidios cometidos por el grupo. Desde el inicio de los juicios Mantilla asegura que todo el juicio tiene un transfundo político. Desde inicios del proceso se vieron varios topes e irregularidades que dificultaron la marcha del juicio. El 11 de junio del 2013 la congresista Nidia Vílchez fue vinculada a proceso por haber pertenecido al Comando, rumor que circulaba desde años atrás. El juicio siguió a un ritmo irregular teniendo caso como el rechazó al habeas corpus en enero del mismo año y una queja que supuestamente dirigiría a la ONU por la desestimación de su recurso habeas corpus. No fue hasta el 4 de noviembre  de 2014 cuando el juicio fue detenido de golpe, al faltar la jueza durante dos sesiones consecutivas, lo que provocó la condena de numerosas organizaciones de defensa a los derechos humanos. Los juicios se reanudaron el 15 de febrero del 2015, siendo un nuevo comienzo para loa juicios El 20 de noviembre del 2015, Agustín Mantilla murió por complicaciones derivadas de la diabetes complicando siquiera la organización de los juicios, aunque se anunció que seguirá el proceso. Luego de casi cinco años, el 25 de julio de 2020 (cinco años después de iniciado el segundo juicio oral sobre las ejecuciones extrajudiciales cometidas) el juicio sufrió una abrupta interrupción, y se espera la organización de un tercer que de respuesta a más de treinta años de los asesinatos.